# Фейт
Фейт (на английски: Faith – в превод: „Вяра“) е куче инвалид, живяло в град Манасас, Вирджиния, САЩ от 2002 до 2014 г.
Умее да ходи вертикално изправена. Живее със своята стопанка Джуд Стрингфелоу (на английски: Jude Stringfellow). Родена е без предни лапи през декември 2002 г. Става известна с това, че ходи в училища, болници и на други места и вдъхновява хора инвалиди, останали без ръце и крака, да преодолеят своите недъзи. Фейт има собствен юрист, който да представлява интересите ѝ в шоубизнеса.